# 于希岭
于希岭（1931年12月—2022年12月30日），男，山东茌平人，生于吉林双辽，中华人民共和国政治人物，曾任中共辽宁省委副秘书长兼办公厅主任，辽宁省人大常委会副主任。